# Johann Melchior Roos

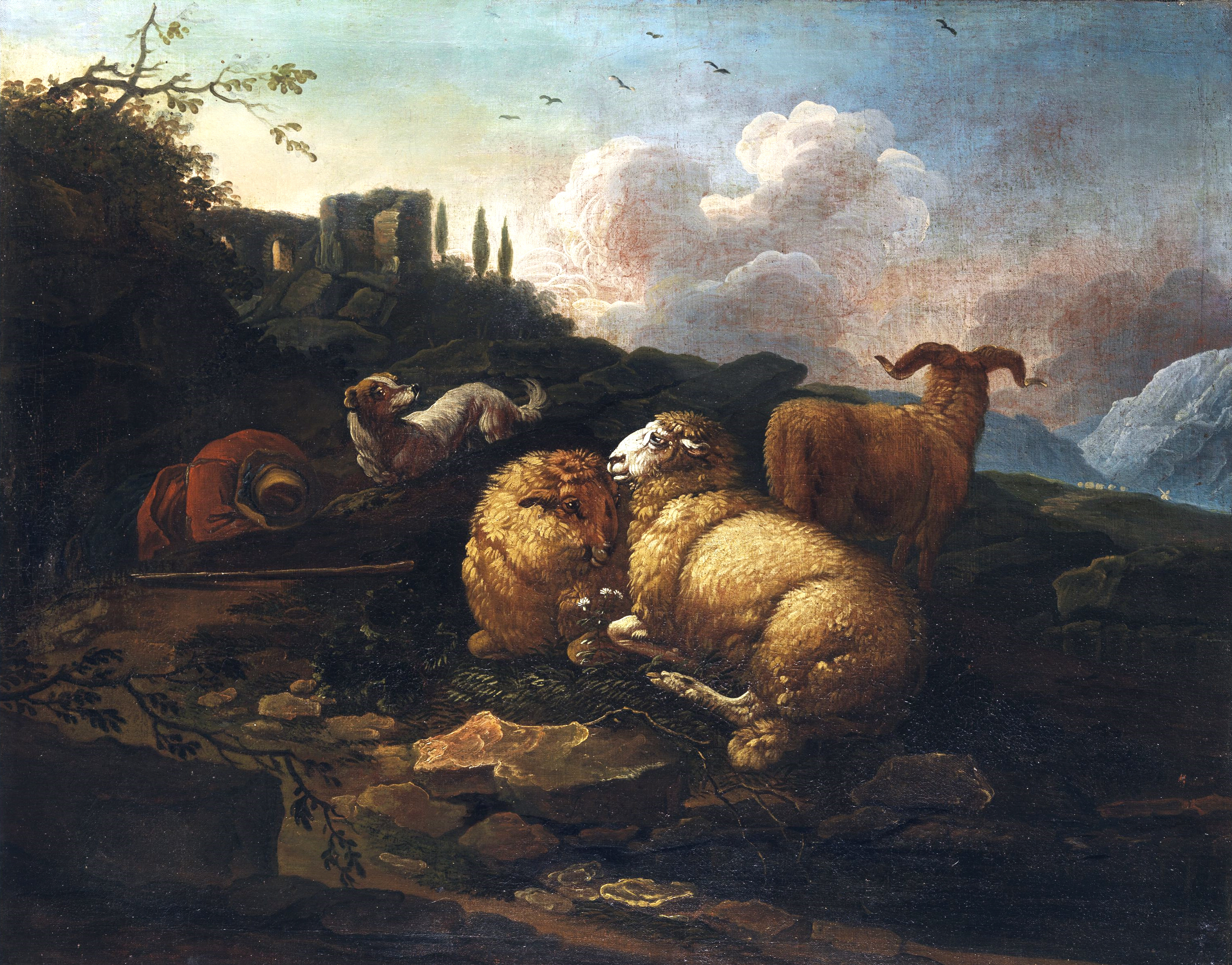
Får och herde, målade av Johann Melchior Roos.

Johann Melchior Roos, född den 27 december 1663 i Heidelberg, död 1731 i Frankfurt, var en tysk målare, son till Johann Heinrich Roos, bror till Philipp Peter Roos. 
Roos målade liksom fadern och brodern herdar med sina hjordar, men insatte i sina landskap även vilda djur: hjortar, björnar, vildsvin, lejon och tigrar. Roos var vid 1900-talets början representerad i museer i Braunschweig, Darmstadt, Schwerin med flera tyska samlingar.